# Sobre las cosas maravillosas oídas contar
Sobre las cosas maravillosas oídas contar (en griego:  Περὶ θαυμασίων ἀκουσμάτων; en latín : De mirabilibus auscultationibus) es una colección de anécdotas organizadas temáticamente, atribuidas tradicionalmente a Aristóteles, pero escritas por alguno de los Pseudo-Aristóteles. El material incluido en la colección trata principalmente del mundo natural (por ejemplo, plantas, animales, minerales, clima, geografía). La obra es un ejemplo del género literario de la paradoxografía . 
Según la traducción revisada de Oxford de The Complete Works of Aristotle, la cualidad "espuria" de este tratado nunca ha sido seriamente cuestionada.